# Gunther Gebel-Williams

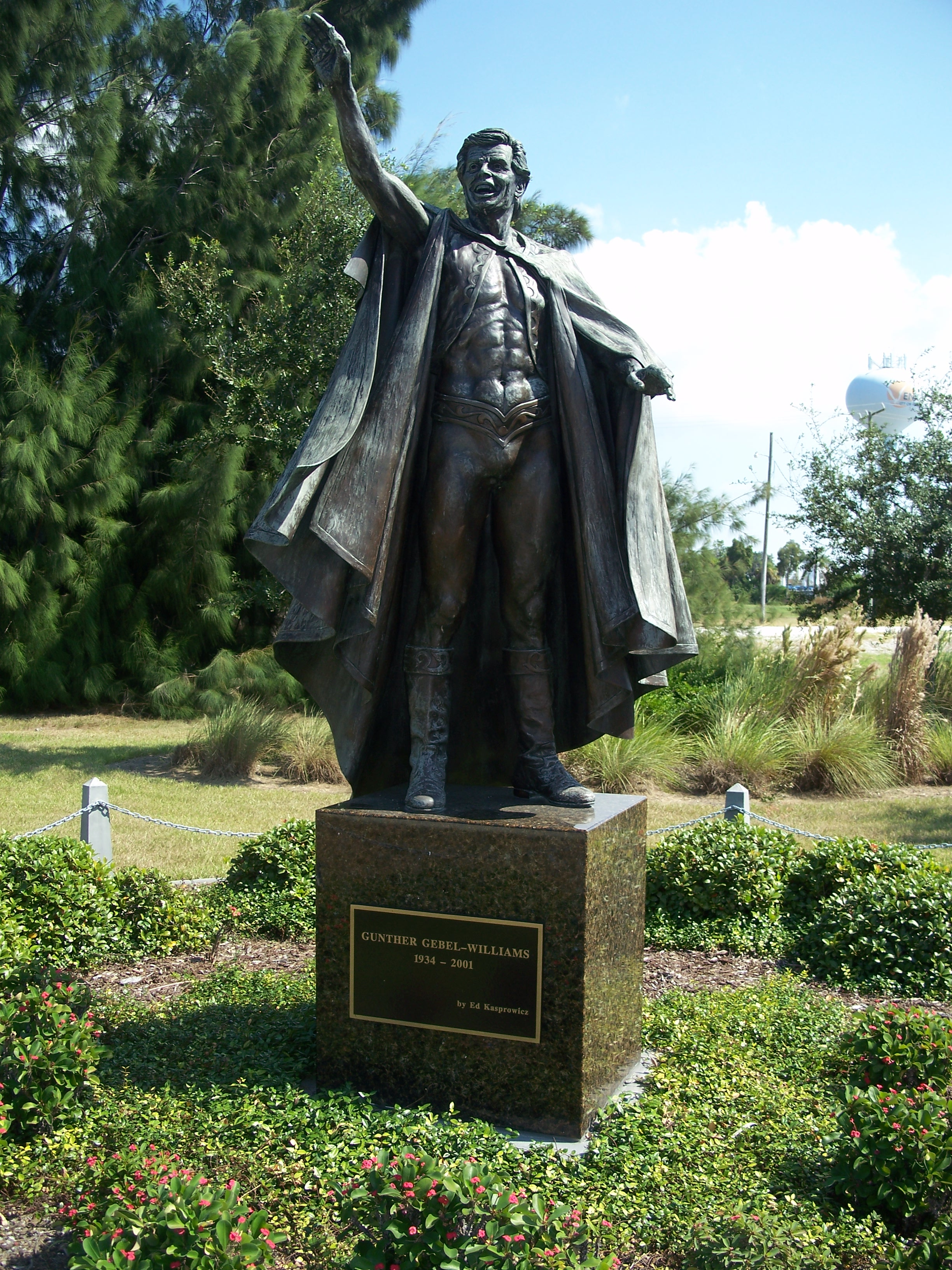
Statue von Gunther Gebel-Williams in Venice (2010)

Gunther Gebel-Williams (* 12. September 1934 in Schweidnitz, Provinz Niederschlesien; † 19. Juli 2001 in Venice, Florida) war ein deutsch-amerikanischer Dompteur. Er gilt als einer der größten Tiertrainer in der Zirkusgeschichte.

## Biographie

### In Deutschland
Günther Gebel wurde im niederschlesischen Schweidnitz geboren; er hatte eine sechs Jahre ältere Schwester namens Rita. Sein Vater Max war von Beruf Bühnenbildner, seine Mutter Elfriede Kostümschneiderin; die Familie lebte in ärmlichen Verhältnissen. Sein Vater war ein autoritärer Alkoholiker, der Frau und Kinder schlug, Sohn Günther wiederum wurde in späteren Jahren von der Mutter geschlagen. Günther Gebel besuchte insgesamt nur vier Jahre lang eine Schule. Bei Ausbruch des Zweiten Weltkriegs wurde Max Gebel eingezogen. Elfriede Gebel floh vor nahenden russischen Truppen mit den Kindern nach Zwickau, ging aber schließlich nach Schweidnitz zurück. Dort wurde Elfriede Gebel von fünf russischen Soldaten vergewaltigt.  Gebel arbeitete schließlich auf einem Bauernhof für das russische Militär und war erstmals in seinem Leben für die Betreuung von Tieren verantwortlich.
Nach dem Ende des Kriegs zog Max Gebel nach Wanne-Eickel, weil er dort eine Arbeitsstelle in seinem Beruf gefunden hatte, Elfriede Gebel hingegen nach Köln, wohin ihr der Sohn, nach einem einwöchigen Besuch bei dem Vater, folgte. Günther Gebels spätere Liebe zu Tieren wird damit erklärt, dass es ihm während seiner Kindheit in Armut und Krieg mit gewalttätigen Eltern und einem später abwesenden Vater an Liebe und Geborgenheit gefehlt habe, die Liebe zum Zirkus indes, so befand die Clownin Peggy Williams später, habe aus dem Bedürfnis gerührt, Kind zu sein und zu bleiben.
1947 besuchten Elfriede und Günther Gebel eine Matinee des Circus Williams im Kölner Williamsbau; der 13-jährige Sohn war begeistert. Zu dieser Zeit suchte der Circus eine Kostümschneiderin: Elfriede Gebel bekam die Stelle und Günther Gebel einen fünfjährigen Vertrag als Lehrling, er begann als Platzanweiser. Die Mutter verließ den Zirkus nach wenigen Wochen, ihr Sohn blieb 20 Jahre. In späteren Jahren berichtete er, seine Mutter habe den Arbeitsvertrag ohne sein Wissen unterschrieben, vermutlich, um ihn loszuwerden. Er wurde in die Familie Williams aufgenommen, die im Kern aus den Eltern Carola und Harry Williams, den Kindern Jeanette und Alfons sowie Holdy Barley, Carola Williams Sohn aus erster Ehe, bestand.
Gebel wurde von Harry Williams zunächst in der Pferdedressur ausgebildet, und er entwickelte ein Interesse für Großkatzen. 1950 reiste er mit Harry Williams nach London; bei Proben zu einem römischen Wagenrennen in der Londoner Harringay Arena erlitt dieser schwere Verletzungen und starb drei Wochen später. Günther selbst führte anschließend solche Wagenrennen vor, überschlug sich aber mit einem Streitwagen und musste für mehrere Wochen ins Krankenhaus, danach wurden diese Rennen aus dem Programm genommen, und der Circus pausierte für ein Jahr. Carola Williams schickte Günther Gebel zu ihrem Bruder Franz Althoff, wo er die Arbeit mit Elefanten erlernte. In der Saison darauf kehrte er zum Circus Williams zurück und übernahm im Alter von 18 Jahren Funktionen in der Leitung des Circus, zudem erwarb er sich weitere Kenntnisse in der Elefantendressur bei Carola Williams’ Bruder Adolf Althoff. Als dieser 1956 den Circus Williams verließ, trat Gebel mit dessen Elefantenschar auf sowie als Pferdeakrobat und zunehmend auch mit Raubkatzen.
1960 verunglückte der Sohn von Carola Williams, Alfons, tödlich mit dem Auto, im Jahr darauf heiratete Günther Gebel dessen Schwester Jeanette und nahm den Namen Williams an. Im Winter 1960/61 sowie 1965/66 trat das Ehepaar gemeinsam im Cirque d’hiver mit Pferden, Elefanten und Tigern auf. Dort lernte Gebel-Williams den französischen Tiger-Dompteur Gilbert Houcke kennen, dessen leicht wirkende und humorvolle Art des Auftritts großen Einfluss auf Gebels künftigen eigenen Stil hatte.

### In den USA

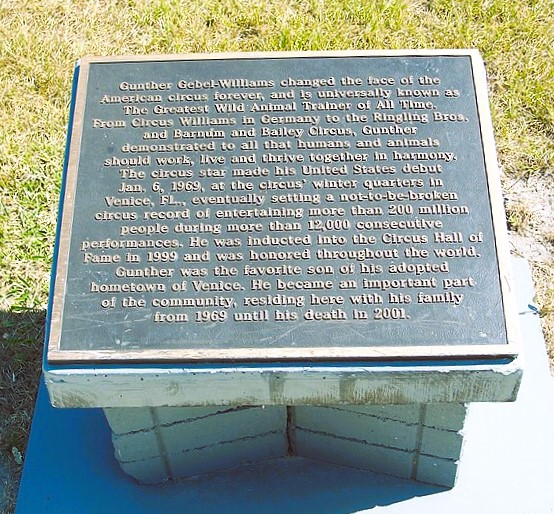
Gedenktafel in Venice (2010)

1968 unterschrieb Günther Gebel-Williams einen Vierjahresvertrag bei dem US-amerikanischen Veranstalter Irvin Feld, der zusammen mit Geschäftspartnern den Zirkus Ringling Bros. and Barnum & Bailey Circus gekauft hatte. Aus Loyalität zum Circus Williams brachte Gebel-Williams Feld dazu, nicht nur ihn selbst zu verpflichten, sondern für zwei Millionen Dollar den gesamten Zirkus. Am 2. November des Jahres reiste er per Schiff mit 17 Elefanten, neun Tigern, 38 Pferden und weiteren Tieren in die USA. Ihn begleitete eine Truppe von 30 Artisten, darunter Jeanette Williams, von der er inzwischen geschieden war, sowie seine zweite Frau Sigrid und seine Stieftochter Tina.
Auf Felds Rat hin rasierte sich Gebel-Williams seinen Spitzbart ab, färbte seine Haare blond und trug fortan aufwändige Glitzerkostüme. „Gunther’s talent and charisma, and his sheer joy of performing, did the rest.“ („Gunthers Talent und Ausstrahlung sowie seine pure Freude am Auftritt sorgten für den Rest.“) Die Time bezeichnete den schmalen, aber durchtrainierten 1,70 großen Mann 1972 als „wahnsinnigen wasserstoffblonden Tarzan“, weitere Beinamen waren Golden Gladiator, Lord of the Rings oder Caesar of the Circus. Das ebenfalls aus Deutschland stammende Duo Siegfried und Roy galt als Rivale in der Gunst des Publikums.
„Gunther“ Gebel-Williams wurde die Hauptattraktion der Greatest Show on Earth der Ringling Bros und in den USA besonders dank seines Charismas und seiner spektakulären gemischten Tiernummern schnell populär. Dabei ritten etwa Löwen auf Pferden und Elefanten oder Leoparden sprangen durch brennende Reifen, die von Tigern gehalten wurden. Auch ließ sich schon mal ein Tiger widerstandslos am Schwanz durch die Arena ziehen. 1982 präsentierte er eine dressierte Giraffe in der Manege, zudem gehörten mitunter Zebras und Lamas zu seinen Nummern. Einzig vor der Dressur von Hauskatzen kapitulierte er: „Die machen, was sie wollen.“ Verbunden waren seine Nummern auch mit akrobatischen Stunts von Gebel-Williams selbst, der sich etwa von einem Elefanten auf den Rücken eines weiteren Elefanten katapultieren ließ.
1973 wurde er von der American Guild of Variety Artists (AGVA) als Artist des Jahres geehrt, im Jahr darauf erwarb er die US-amerikanische Staatsbürgerschaft. 1977 präsentierte er nach dreijähriger Vorbereitung eine neue Raubkatzennummer mit 15 Leoparden, zwei Pumas und zwei schwarzen Panthern, eine der größten Raubkatzennummer, die es jemals gab.
Schon 1969 hatte Gebel-Williams bei NBC seinen ersten Fernsehauftritt in den USA, dem zahlreiche weitere in den kommenden Jahren folgten, darunter eine eigene Show (Lord of the Ring). Landesweit bekannt wurde er 1978 durch einen Werbespot für American Express, in dem er seinen Leoparden Kenny (nach Irvin Felds Sohn benannt) über die Schultern drapiert hatte und mit starkem deutschen Akzent fragte „Do you know me?“. 1981 wurde ein Film seines Sohnes Marc Oliver My Father, The Circus King ausgestrahlt.
Gebel-Williams selbst beschrieb seine Arbeitsweise so: „Respect is the foundation of my training style. I worked with tigers as a trainer, never a tamer. I taught them to listen, but still be tigers. I never tried to break their spirits and so I did not use brutality. To train my animals I used words, always words. I'd say 'come here' to any one of the elephants and it would walk right over to me.“ („Respekt ist die Basis meines Trainingsstils. Ich arbeitete mit Tigern als Trainer, nicht als Dompteur. Ich brachte ihnen bei, zuzuhören, aber Tiger zu bleiben. Ich habe niemals versucht, ihren Willen zu brechen und ich habe niemals Gewalt angewandt. Um meine Tiere zu trainieren, benutzte ich Worte. Wenn ich zu einem der Elefanten ‚komm her‘ sagte, kam er direkt zu mir.“) Kenneth Feld, der Sohn von Irvin Feld, über Gebel-Williams: „Er inspirierte eine ganze Generation von Amerikanern durch seine einzigartige und spezielle Beziehung zu Tieren.“
Gunter Gebel-Williams war ein Workaholic, der sich nicht schonte; an manchen Tagen trat er drei bis vier Mal auf. In den 1980er Jahren bekam er gesundheitliche Probleme, 1989 bis 1990 bestritt er seine Abschiedstournee. Anschließend wurde er Vizepräsident von Ringling und war für die Betreuung der Tiere verantwortlich. Am 18. November 1990 hatte er in Grand Rapids, Michigan, den letzten seiner 11.697 Auftritte, seine Auftritte bei Circus Williams nicht mitgerechnet. Es heißt, dass er nicht einen einzigen Auftritt verpasste, auch nicht, wenn er zuvor durch eines seiner Tiere verletzt worden war: Sein Körper trug 500 Spuren von Krallen, mehr als einmal wurden ihm die Zähne ausgeschlagen. Seine Lippen waren derart vernarbt, dass er mitunter kaum sprechen konnte. Seinen Lieblingskatzen ließ er nach deren Tod das Fell abziehen und die Felle in seinem Haus auslegen, aber niemand durfte sie betreten.
1994 kehrte er für einige Auftritte zurück in die Manege, und am 27. September 1998 sprang er für seinen Sohn Mark Oliver ein, damit dieser der Geburt seines Sohnes beiwohnen konnte. 1999 wurde er in die International Circus Hall of Fame aufgenommen. 2001 veröffentlichte er seine Autobiographie Untamed.
1996 musste sich Gunter Gebel-Williams einer Herzoperation unterziehen. Im Jahr 2000 wurde bei ihm ein Gehirntumor diagnostiziert, nachdem sein Sohn Mark Oliver bemerkt hatte, dass sein Vater aufgrund einer offensichtlichen Sehschwäche nicht ausreichend Abstand zu den Tigern hielt. Er starb am 19. Juli 2001 in seinem Haus in Venice.
Am 5. Dezember 2005 wurde eine Statue von Gunther Gebel-Williams in seinem Heimatort Venice nahe dem historischen Eisenbahndepot enthüllt, wo sich auch die Zentrale des seit 2017 nicht mehr bestehenden Ringling Bros. and Barnum & Bailey Circus befand.

## Kritik
Ein Grund, warum Ringling Bros. nach 146 Jahren schließen musste, waren die anhaltenden Proteste von PETA gegen die Tiernummern im Programm und in der Folge schwindende Zuschauerzahlen. Dabei stand Gunther Gebel-Williams besonders in der Kritik der Tierschützer, die das Zirkusprogramm The Cruelest Show on Earth (Die grausamste Show der Erde) nannten. 1999 sagte er dazu: „Once there was a time the circus came to town and the children followed it dancing, but these days the children are more likely to be given coloring books by the animal rights people that feature a circus elephant weeping, and the trainer might be singled out for abuse.“ („Es gab mal eine Zeit, in der der Zirkus in die Stadt kam und die Kinder ihm tanzend folgten. Heutzutage bekommen die Kinder eher Malbücher von den Tierschützern, in denen ein weinender Elefant abgebildet ist, und der Trainer wird der Mißhandlung bezichtigt.“)
Bei seiner Beerdigung in Venice demonstrierten Mitglieder von PETA in Teufelskostümen. An seinem ersten Todestag tanzte eine Aktivistin als Teufel verkleidet auf seinem Grab; sie wurde gemeinsam mit anderen Aktivistinnen verhaftet, da sie trotz Platzverweises mehrfach zum Friedhof zurückgekehrt waren. Anlässlich der Enthüllung von Gebel-Williams’ Denkmal im Jahr 2005 kam es zu erneuten Protesten, da er ein Mann gewesen sei, der sein ganzes Leben lang Tiere mit Peitschen und eisernen Haken terrorisiert habe. Im selben Jahr wollte PETA die Statue eines weinenden Elefanten mit dem Titel Elly Wanna Befree neben der von Gebel-Williams aufstellen.
Mark Oliver Gebel, der in die Fußstapfen seines Vaters getreten war, zog sich 2004 als Dompteur zurück, weil er sich den fortwährenden Angriffen bis hin zu Gerichtsklagen von PETA-Aktivisten nicht gewachsen fühlte.

## Autobiographie
- Mit Toni Reinhold: Untamed: the autobiography of the circus's greatest animal trainer. W. Morrow, New York 2001, ISBN 0-688-08645-4.